# Австралія на літніх Олімпійських іграх 1948
Австралія на літніх Олімпійських іграх  1948 була представлена 77 спортсменами, які завоювали 13 медалей. У порівнянні з минулими іграми, коли була завойована лише одна бронзова медаль, було зроблено величезний крок вперед.

## Нагороди

### Золото
| Золото |             |                                   |
| №      | Спортсмени  | Вид спорту (дисципліна)           |
| 1      | Джон Уінтер | Легка атлетика (стрибки у висоту) |
| 2      | Мервін Вуд  | Академічне веслування (одинак )   |

### Срібло
| Срібло |                                                        |                                    |
| №      | Спортсмени                                             | Вид спорту (дисципліна)            |
| 1      | Тео Брюс                                               | Легка атлетика (стрибок у довжину) |
| 2      | Джордж Ейвері                                          | Легка атлетика (потрійний стрибок) |
| 3      | Джойс Кінг Джун Мастон Бетті МакКіннон Ширлі Стрикланд | Легка атлетика (естафета 4х100 м)  |
| 4      | Джон Маршалл                                           | Плавання (вільний стиль, 1500 м)   |
| 5      | Беатріс Лайонс                                         | Плавання (брас, 200 м)             |
| 6      | Річард Гаррард                                         | Боротьба (до 73 кг)                |

### Бронза
| Бронза |                  |                                   |
| №      | Спортсмени       | Вид спорту (дисципліна)           |
| 1      | Ширлі Стрикланд  | Легка атлетика (біг на 100 м)     |
| 2      | Ширлі Стрикланд  | Легка атлетика (80 м з бар'єрами) |
| 3      | Джон Маршалл     | Плавання (вільний стиль, 400 м)   |
| 4      | Джуді Джой-Девіс | Плавання (на спині, 100 м)        |
| 5      | Джозеф Армстронг | Боротьба (понад 87 кг)            |